# Vítor Silva (football, 1968)
Pour les articles homonymes, voir Silva et Vítor Silva.
Vítor Manuel dos Santos Silva est un footballeur portugais né le 15 octobre 1968 à Oliveira de Azeméis.

## Carrière
| Saison  | Club                | Pays     |
| ------- | ------------------- | -------- |
| 1990-91 | AD Sanjoanense      | Portugal |
| 1991-92 | Sporting de Espinho | Portugal |
| 1992-93 | Sporting de Espinho | Portugal |
| 1993-94 | Sporting de Espinho | Portugal |
| 1994-95 | Vitoria Guimarães   | Portugal |
| 1995-96 | Vitoria Guimarães   | Portugal |
| 1996-97 | Vitoria Guimarães   | Portugal |
| 1997-98 | CD Ourense          | Espagne  |
| 1998-99 | CD Ourense          | Espagne  |
| 1999-00 | Beira-Mar           | Portugal |
| 2000-01 | Beira-Mar           | Portugal |
| 2001-02 | Beira-Mar           | Portugal |
| 2002-03 | Beira-Mar           | Portugal |